# Sebastián Dubarbier
Sebastián Rakan Dubarbier (n. 19 februarie 1986, La Plata, Argentina) este un jucǎtor argentinian de fotbal care evoluează pentru Estudiantes. Dubarbier preferă postul de mijlocaș lateral sau atacant. A jucat între 2008 și 2010 în Liga I, la CFR Cluj.

## Performanțe internaționale
A jucat pentru CFR Cluj în grupele UEFA Champions League 2008-09, contabilizând 6 meciuri în această competiție.

## Titluri
| Sezon   | Club          | Titlu              |
| ------- | ------------- | ------------------ |
| 2007-08 | CFR 1907 Cluj | Liga I             |
| 2007-08 | CFR 1907 Cluj | Cupa României      |
| 2008-09 | CFR 1907 Cluj | Cupa României      |
| 2009    | CFR 1907 Cluj | Supercupa României |